# Новый Софпорог
Новый Софпорог — посёлок в составе Кестеньгского сельского поселения Лоухского района Республики Карелия.

## Общие сведения
Расположен на северо-западном берегу Кумского водохранилища.

## Население
| 2002 | 2009 | 2010 | 2013 |
| ---- | ---- | ---- | ---- |
| 159  | ↘126 | ↘88  | →88  |

## Улицы
- ул. Железнодорожная
- ул. Карьерная
- ул. Лесная
- ул. Сосновая
- ул. Центральная